# Terry Hennessey
William Terrence Hennessey (Llay, 1º settembre 1942 – 8 agosto 2025) è stato un calciatore gallese, di ruolo difensore.

## Caratteristiche tecniche
Era un difensore centrale; nella sua prima stagione al Derby County giocò come mediano.

## Carriera

### Giocatore

#### Club
Esordisce tra i professionisti all'età di 17 anni con il Birmingham City, club della prima divisione inglese, nella stagione 1959-1960. Rimane nel club per i successivi 6 anni, fino alle prime settimane della stagione 1965-1966. Nelle sue prime 2 stagioni con il club raggiunge altrettante finali di Coppa delle Fiere, perdendole però entrambe, rispettivamente contro Barcellona e Roma (contro cui gioca entrambe le partite della finale): Hennessey gioca complessivamente 6 partite fra entrambe le coppe. Tra il 1959 ed il termine della stagione 1964-1965, al termine della quale il club retrocede in seconda divisione, totalizza invece complessivamente 165 presenze e 3 reti nella prima divisione inglese, vincendo tra l'altro la Coppa di Lega nella stagione 1962-1963 (giocando tra l'altro sia nell'andata che nel ritorno della finale, costituita dal derby cittadino con l'Aston Villa). Nella stagione 1965-1966 dopo aver giocato 15 partite in seconda divisione viene ceduto al Nottingham Forest, altro club di prima divisione, di cui diventa anche capitano e con cui in 5 stagioni totalizza complessivamente 159 presenze e 5 reti in partite di campionato, oltre a 4 ulteriori presenze nella Coppa delle Fiere. Nella seconda parte della stagione 1969-1970 viene ceduto per 100000 sterline ai rivali del Derby County (diventando tra l'altro il primo giocatore acquistato dai Rams per una cifra di almeno 100000 sterline); rimane in squadra fino al termine della stagione 1972-1973, contribuendo con 2 reti in 17 partite alla vittoria del campionato nella stagione 1971-1972 e giocando 4 partite nella successiva edizione della Coppa dei Campioni. Complessivamente con i Rams mette a segno 4 reti in 63 presenze nella prima divisione inglese e, in generale, 79 partite ufficiali, ritirandosi all'età di 31 anni anche a causa di vari infortuni ricorrenti che già ne avevano condizionato gli ultimi anni di carriera al Derby County. Chiude poi la carriera da calciatore con una breve parentesi come allenatore e giocatore dei semiprofessionisti del Tamworth, con cui comunque di fatto non gioca nessuna partita ufficiale, restando in compenso per diversi anni alla guida del club come allenatore.
In carriera ha totalizzato complessivamente 400 presenze e 12 reti nei campionati della Football League, tutti in prima divisione ad eccezione di 15 presenze in seconda divisione.

#### Nazionale
Ha esordito nella nazionale gallese nel 1962, e nel corso dei successivi 10 anni vi ha giocato complessivamente 38 partite, tra le quali 8 nelle qualificazioni ai Mondiali e 9 nelle qualificazioni agli Europei.

### Allenatore
Dal 1973 al 1978 allena il Tamworth; successivamente va ad allenare i Tulsa Roughnecks nella NASL, salvo poi dal 1978 al 1980 allenare i semiprofessionisti inglesi dello Shepshed Charterhouse. Torna quindi ai Tulsa Roughnecks, prima come vice e poi dal 1981 al 1983 come allenatore, vincendo tra l'altro il campionato NASL nel 1983. Successivamente allena gli australiani del Melbourne Croatia ed i tedeschi dell'Heidelberg-Kirchheim, smettendo di allenare al termine della stagione 1987-1988, all'età di 46 anni.

## Palmarès

### Giocatore

#### Competizioni nazionali
- Campionato inglese: 1

Derby County: 1971-1972
- Coppa di Lega inglese: 1

Brimingham City: 1962-1963

### Allenatore

#### Competizioni nazionali
- Campionato NASL: 1

Tulsa Roughnecks: 1983